# Contadero
El Contadero, appelé officiellement Contadero, est une municipalité située dans le département de Nariño en Colombie.